# 大鴉の言葉

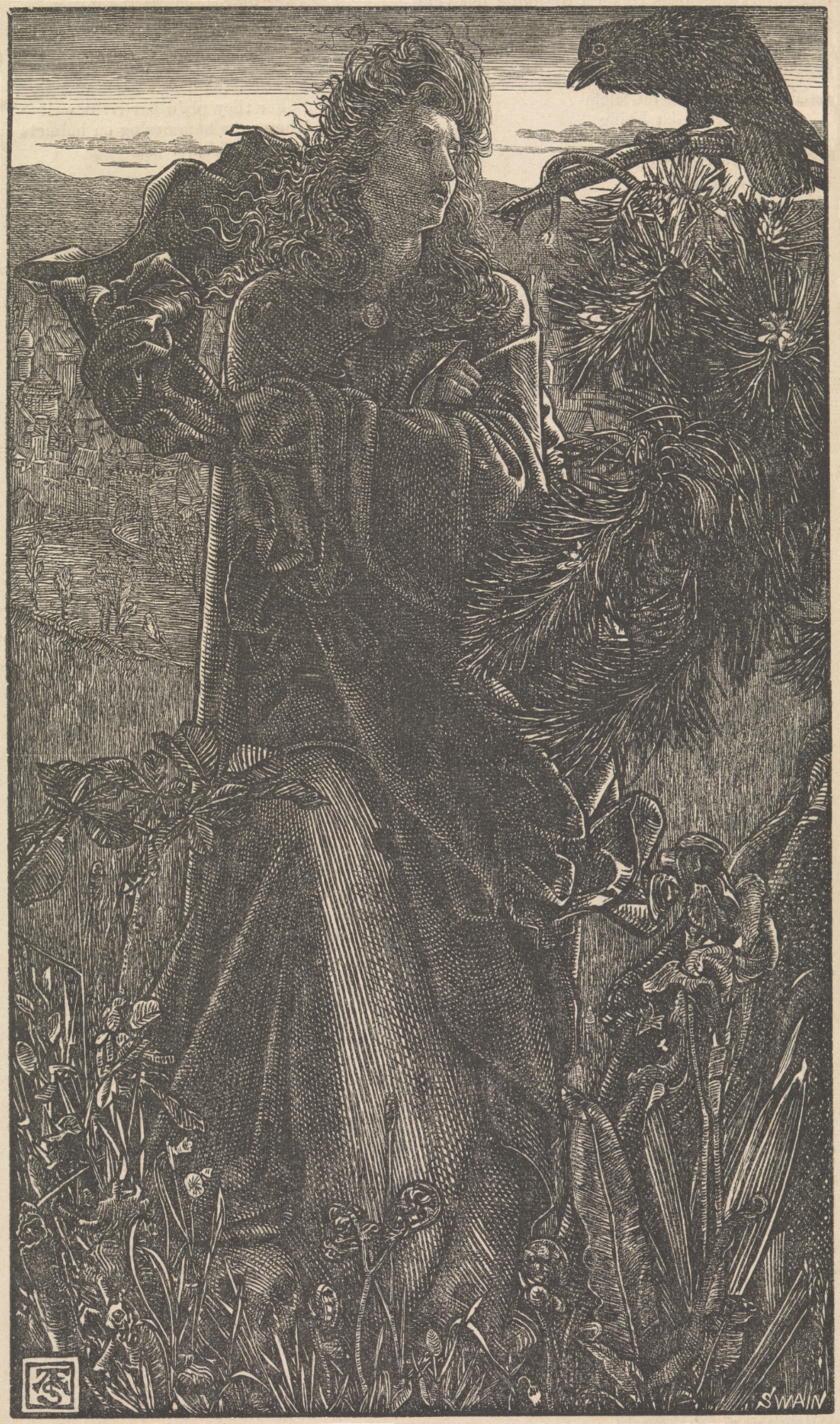
ヴァルキュリャは大鴉と語る。Anthony Frederick Augustus Sandys 画（1862年）。

『大鴉の言葉』（古ノルド語: Hrafnsmál）とは、スカルド詩の一つである。断片的に残っており、残っているのは全23スタンザである。一般に9世紀ノルウェーの詩人ソルビョルン・ホルンクロヴィの作であると考えられている。
この詩の大部分は、名も無きヴァルキュリャと大鴉（ワタリガラス）の対話で構成されている。両者は、ハラルドル美髪王（ノルウェー王ハーラル1世）の生涯と戦歴について議論を交わす。そのため『ハラルドルの歌』（古ノルド語: Haraldskvæði）という題で言及されていることもある。
この詩の韻律は、大部分が談話律（古ノルド語: Málaháttr）であるが、一部には古譚律（古ノルド語: Fornyrðislag）や歌謡律（古ノルド語: Ljóðaháttr）もみられる。
邦題は他に『ワタリガラスの歌』『ハラルドの詩』『ハラルド讃歌』など。

## 翻訳

### 英語訳
- Borrow, George (Trans.) (1862). Once A Week: An Illustrated Miscellany of Literature, Art, Science &Popular Information. Vol. VII. June to December, 1862. London: Bradbury & Evans, 11, Bouverie Street. Entitled Harald Harfagr. Features an illustration by Anthony Frederick Augustus Sandys.
- Kershaw, Nora (1922). Anglo-Saxon and Norse Poems. Cambridge at the University Press.
- Hollander, Lee Milton (1980). Old Norse Poems: The Most Important Nonskaldic Verse Not Included in the Poetic Edda. Forgotten Books. ISBN 1605067156 電子テキスト Google books